# Simone Deguyse
Simonne Suzanne Adèle Bégusseau dite Simone Deguyse, née le 27 octobre 1900 à Neuilly-Plaisance et morte le 22 juin 1985 à Nice, est une chanteuse d'opérette et actrice française.

## Biographie
Fille de Georges Bégusseau, secrétaire général du théâtre du Châtelet, elle a été mariée en 1922 à Henri Jaunet puis en 1930 à Raymond Nain avocat puis armateur rouennais.
Elle est la sœur de Pierre Bégusseau, administrateur général du théâtre du Châtelet.

## Théâtre
- 1924 : Une bonne à rien faire, opérette en 1 acte d'Hanry-Jaunet et R. Lemerle, musique de Georges Van Parys, au théâtre des Jeunes Arts (21 janvier) : la bonne
- 1924 : Poulette et son poulain, comédie en 3 actes de Raoul Praxy et Max Eddy, au théâtre des Capucines (4 juin) : Simone de Montravers
- 1925 : Chou-Chou, comédie-opérette en 3 actes de Raoul Praxy et Max Eddy, musique d'Henri Bérény, à Bataclan (27 février) : Jeanne
- 1925 : Un ménage à la page, comédie en 3 actes de Raoul Praxy, au théâtre Fémina (15 juillet)
- 1926 ; Et avec ça, Madame ?, folie-opérette en 1 prologue, 2 actes et 18 tableaux de Raoul Praxy et Max Eddy, musique de Fred Pearly et Pierre Chagnon, à La Cigale (4 février)
- 1927 : Passy 08-45, comédie en 3 actes d'Alfred Savoir, au théâtre de la Potinière (20 janvier)
- 1927 : Zig-Zag, comédie en 3 actes de Claude Gével et Raoul Praxy, au théâtre de la Potinière (mars) : Simone Aubier
- 1927 : Par le bout du nez, comédie en 3 actes de Raoul Praxy et Henri Hallais, au théâtre Fémina (25 juin) : Simone Renaud
- 1928 : Le Jeu du mari, comédie-vaudeville en 3 actes et 4 tableaux de Raoul Praxy, au théâtre Antoine (18 juin) : Adèle
- 1928 : J'ai tué, pièce en 3 actes de Léopold Marchand, mise en scène de René Rocher, au théâtre Antoine (6 octobre) : Annette Hosselin
- 1929 : La Grande Vie, pièce d'Yves Mirande et Henri Géroule, mise en scène de Louis Blanche, au théâtre du Palais-Royal (13 décembre) : Jeanne
- 1930 : Pépé, comédie musicale en 3 actes d'André Barde, musique de Maurice Yvain au Théâtre Daunou (23 octobre) : Jacqueline[7]
- 1943 : Épousez-nous, Monsieur, comédie en 3 actes de Jean de Létraz, mise en scène de Fred Pasquali, au théâtre Michel (21 décembre) : Patricia.

## Cinéma
- 1931 : La Fortune, de Jean Hémard : l'artiste de cinéma
- 1932 : La Fleur d'oranger, d'Henry Roussel : Madeleine
- 1932 : L'Âne de Buridan, d'Alexandre Ryder : Fernande
- 1932 : Madame Salamandre, voyante, court-métrage  de Jean Margueritte
- 1933 : Les Deux Monsieur de Madame, d'Abel Jacquin et Georges Pallu : Marthe Gatouillat
- 1933 : Feu Toupinel, de Roger Capellani : Valentine
- 1933 : Bouboule Ier, roi nègre, de Léon Mathot : Arlette
- 1934 : La Jeune Fille d'une nuit (Die Töchter ihrer Exzellenz), de Reinhold Schünzel et Roger Le Bon
- 1934 : Une femme chipée, de Pierre Colombier : Mme Brévin
- 1934 : Votre sourire, de Monty Banks et Pierre Caron : Mlle Aubry
- 1934 : J'ai une idée, de Roger Richebé : Louise
- 1935 : Le Mystère Imberger, de Jacques Séverac : Charlotte Imberger
- 1935 : L'Heureuse aventure, de Jean Georgesco : Claire Pressac
- 1935 : Les Gaietés de la finance, de Jack Forrester : Mme Marival
- 1936 : La Ronde du brigadier Bellot, de Raymond Ruffin
- 1937 : L'Homme du jour, de Julien Duvivier : la dame à la terrasse du restaurant
- 1947 : Fausse Identité d'André Chotin : Gaby